# Pěnčín (ort i Tjeckien, Olomouc)
Pěnčín är en ort i Tjeckien.   Den ligger i regionen Olomouc, i den östra delen av landet, 200 km öster om huvudstaden Prag. Pěnčín ligger 321 meter över havet och antalet invånare är 754.
Terrängen runt Pěnčín är platt österut, men västerut är den kuperad. Terrängen runt Pěnčín sluttar österut. Runt Pěnčín är det ganska tätbefolkat, med 111 invånare per kvadratkilometer. Närmaste större samhälle är Olomouc, 17,5 km öster om Pěnčín. Trakten runt Pěnčín består till största delen av jordbruksmark.